# La Capuera
La Capuera es una localidad uruguaya del departamento de Maldonado, y forma parte del municipio de Piriápolis.

## Ubicación
La localidad se encuentra situada en la zona suroeste del departamento de Maldonado, delimitada al norte por la Laguna del Sauce, al sur por la ruta interbalnearia y al este por el aeropuerto de Laguna del Sauce. Dista 18 km de la ciudad de Maldonado y 16 km de la ciudad de Piriápolis.

## Población
| 10            | 25 | 25 | 239 | 494 | 2838 |
| (Fuente: INE) |    |    |     |     |      |